# Charles Starkweather
Charles Raymond Starkweather (* 24. November 1938 in Lincoln, Nebraska; † 25. Juni 1959 ebenda) beging als 19-Jähriger eine Mordserie mit elf Opfern.

## Morde
Am 1. Dezember 1957 raubte Starkweather eine Tankstelle aus und erschoss den Tankwart.
Am 21. Januar 1958 beging er einen Dreifachmord im Haus seiner 14-jährigen Freundin Caril Ann Fugate. Nachdem es zu einem Streit mit deren Eltern gekommen war, erschoss er beide Eltern und tötete anschließend Caril Anns zweijährige Schwester. Starkweather und Fugate blieben sechs weitere Tage im Haus und schickten Besucher unter dem Vorwand weg, dass alle die Grippe hätten. Fugates Großmutter aber schöpfte Verdacht und rief die Polizei. Als diese am 27. Januar vor Ort eintraf, waren Fugate und Starkweather mit dessen Auto bereits entkommen. Auf ihrer Flucht ermordeten sie drei weitere Menschen – einen Farmer sowie zwei Teenager, Robert und dessen Freundin Carol. Die beiden Teenager hatten Starkweather und Fugate zufällig als Anhalter mitgenommen. Starkweather zwang sie, zu einem leerstehenden Keller zu fahren. Er schoss Robert in den Hinterkopf und versuchte anschließend, Carol zu vergewaltigen. Als sie sich wehrte, erschoss er auch sie. Danach flohen die beiden Täter in Roberts Auto.
Am 28. Januar ermordeten sie drei weitere Menschen: einen Geschäftsmann aus Lincoln, seine Frau und ihr Hausmädchen. Das letzte Opfer von Starkweather und Fugate war ein Schuhverkäufer, den sie am 29. Januar ermordeten. Über 100 Polizeibeamte und Mitglieder der Nationalgarde suchten nach dem Paar und konnten es schließlich am 29. Januar in Douglas, Wyoming, festnehmen.
Starkweather behauptete zunächst, er habe Fugate als Geisel gehalten, ließ dies aber wieder fallen. Fugate beteuerte ihre Unschuld.

## Urteil und Vollzug
Die Anklagepunkte gegen Starkweather waren vorsätzlicher Mord und Mord bei einem Raubüberfall, weil er Roberts Brieftasche gestohlen hatte. Starkweather wurde am 23. Mai 1958 zum Tode verurteilt und am 25. Juni 1959 im Staatsgefängnis von Nebraska auf dem elektrischen Stuhl hingerichtet.
Fugate (geboren am 30. Juli 1943) wurde nach Erwachsenenstrafrecht zu lebenslanger Haft verurteilt, obwohl sie zum Tatzeitpunkt erst 14 Jahre alt war. Sie wurde 1976 begnadigt und lebte anschließend unter einem anderen Namen.

## Rezeption
Starkweather war die Inspiration und Hauptfigur in Bruce Springsteens Song Nebraska, der ursprünglich Starkweather heißen sollte. Die Morde wurden ebenfalls von Terrence Malick für seinen Film Badlands – Zerschossene Träume aufgegriffen. Er wird auch in Billy Joels Song We Didn’t Start the Fire von 1989 genannt, ebenso wie in dem Song Badlands (Charles Starkweather & Caril Fugate) der japanischen Stoner- und Doomrock-Band Church of Misery (auf dem Album The Houses Of The Unholy). Im Computerspiel Manhunt heißt ein Regisseur von Snuff-Filmen Starkweather. Außerdem bedient sich der Film Natural Born Killers von Regisseur Oliver Stone der Vorfälle. 2004 wurde Starkweathers Geschichte in dem Film Starkweather von Byron Werner mit Brent Taylor und Shannon Lucio in den Hauptrollen verfilmt. Als Kind sammelte der Horrorautor Stephen King etliche Zeitungsberichte über den Killer Charlie Starkweather, dessen morbide Persönlichkeit ihn faszinierte. Später beschrieb Stephen King in seinem Roman The Stand „einen rothaarigen o-beinigen Jungen namens Charles Starkweather“ als Schulkameraden von Randall Flagg. Weiterhin greift John Katzenbach in seinem 1997 erschienenen Psychothriller Das Rätsel den Namen Caril Ann Fugate auf und gibt ihn als Decknamen einer seiner Hauptfiguren, die sich in einer ähnlichen Situation wie ihre Namensgeberin befindet.
Der englische Sänger Morrissey nutzt ein Foto von Starkweather auf seiner „I am not a dog on a Chain“-Tour 2020 als Bühnen-Hintergrundmotiv für seinen Titel „Jack the Ripper“.